# Kim Mi-gyong
Kim Mi-gyong (ur. 17 października 1990) – północnokoreańska lekkoatletka specjalizująca się w biegach długodystansowych.
Dwukrotna medalistka mistrzostw Azji w roku 2007 – brązowe krążki zdobyła w biegu na 5000 oraz na 10 000 metrów.
W 2012 zajęła 74. miejsce w maratonie podczas igrzysk olimpijskich w Londynie.

## Rekordy życiowe
- Bieg maratoński – 2:26:32 (2013)